# Jean Hercourt
Jean Hercourt (* 24. August 1912 in Genf; † 4. Mai 1965 in Anières, Kanton Genf) war ein Schweizer Schriftsteller.

## Leben
Jean Hercourt absolvierte die Handelsschule in Genf und arbeitete als Wirtschaftsprüfer. Daneben veröffentlichte er mehrere Prosa- und Gedichtbände, Essays und einen Roman.

## Auszeichnungen
- 1958: Prix des écrivains genevois
- 1960: Gesamtwerkspreis der Schweizerischen Schillerstiftung

## Werke
- Plein air. Proses. Éditions du Groupe Jean Violette, Genf 1932.
- Jeune Terre. Morceaux. Éditions de l’Anglore, Genf 1933.
- Naissance des hommes. Éditions de Présence, Genf 1937.
- Primauté de Walt Whitman. Essai. Les Cahiers de la Cité, Genf 1939.
- Racines. Poèmes. Nouveaux Cahiers, La Chaux-de-Fonds 1940.
- Jean Viollier. Nouveaux Cahiers, La Chaux-de-Fonds 1942.
- 3 essais: F. Hodler, C.F. Ramuz, André Gide. Nouveaux Cahiers, La Chaux-de-Fonds 1942.
- Cri de l’homme. Poèmes. Éditions de l’Arène, Genf 1944.
- Fissures. Poèmes. Éditions du Verbe, Genf 1945.
- La leçon du surréalisme, suivie de Jules Supervielle. Éditions du Verbe, Genf 1947.
- Astrolabe. Roman. Nagel, Paris 1949.
- Pour mémoire. Seghers, Paris 1954.
- Le monde que vous voyez. Poèmes. Gedichte. Silvaire, Paris 1958.
- Éléments d’une poétique. Études. Club du Poème, Genf 1964.
- Matière friable. Choix de poèmes et présentation de Vahé Godel. Éditions Rencontre, Lausanne 1968.
- Stabiles. Choix de poèmes. Jeune Poésie, Genf 1985.

### Übersetzung
- Urs Oberlin: A E A. Version française de Urs Oberlin et Jean Hercourt. Jeune Poésie, Genf 1958.